# کارلوس آلکساندر کاردوسو
کارلوس آلکساندر کاردوسو (به پرتغالی: Carlos Alexandre Cardoso) مدافع اهل برزیل است که در شهر Santa Rosa de Viterbo و در تاریخ ۱۱ سپتامبر ۱۹۸۴ به دنیا آمده‌است.
کارلوس آلکساندر کاردوسو، وی در پست دفاع میانی بازی می‌کند در تیم‌های فوتبال Comercial و در تیم نفتچی باکو سابقهٔ حضور دارد.
وی به تازگی قرارداد یکساله ی خود با باشگاه تراکتورسازی را تمام کرده و از این تیم جدا شده است و بازیکن آزاد محسوب می شود. کاردوسو شروع خوبی در تراکتور داشت ولی در انتهای فصل دچار افت زیادی شد به همین خاطر قرارداد وی در تراکتور تمدید نشد.

## دوران حرفه‌ای
این بازیکن چپ پا در سال ۲۰۰۳ در تیم کومریکال برزیل به میدان رفته، و از سال ۲۰۰۶ تا ۲۰۰۸ در تیم استرلا آمادورا پرتغال حضور پیدا کرد و در سال ۲۰۰۸ در تیم سی اس پاندوری رفته و تا سال ۲۰۱۲ در این تیم رومانیایی بازی کرد.وی در فصل نخست ۲۵ بازی، در دومین سال حضورش در این تیم ۲۹ بازی و در سومین فصل ۱۷ بازی برای تیمش انجام داد و سرانجام در سال چهارم پس از حضور در ۲۶ بازی این تیم رومانیایی را ترک کرد. کارلوس در طول این دیدارها باوجود مدافع بودن ۱۱ گل برای تیمش به ثمر رساند.
کارلوس کاردوزو پس از ترک این تیم راهی آلانیا ولادیکاواکاز روسیه شد و در ۸ دیدار این تیم را همراهی کرد و پس‌ازآن راهی ویتوریا یک تیم برزیلی از سالوادور شد و در ۵ دیدار با پیراهن این تیم به میدان رفت.
وی که ۱۹۰ سانتی‌متر قد دارد در ژوئن ۲۰۱۳ قراردادی با نفتچی باکو امضا کرد و به این تیم پیوست و در ۶۸ دیدار نیز در ترکیب تیمش در طول رقابت‌ها حضور پیدا کرد و ۶ گل نیز به ثمر رساند.